# Peter Koch (Journalist)
Peter Koch (* 1938 in Halle; † 5. Mai 1989 in Florida, USA) war ein deutscher Journalist, der als verantwortlicher Chefredakteur der Illustrierten Stern maßgeblich in den Presseskandal um die Veröffentlichung der gefälschten Tagebücher Adolf Hitlers 1983 verwickelt war. 
Nachdem der Gruner und Jahr Verlag Teile der angeblichen Tagebücher veröffentlicht und Koch die Veröffentlichung aggressiv verteidigt hatte, wurde durch ein Gutachten des Bundeskriminalamtes klar, dass es sich um Fälschungen handelte. Koch musste daraufhin von seinen Posten zurücktreten. Später war er im Axel-Springer-Verlag Mitentwickler der Zeitschrift Auto Bild.

## Leben
Peter Koch (* 1938), Dirk Koch (* 1943) und Einar Koch (* 1951) – alle drei Journalisten – sind Brüder.

### Werdegang
Seine journalistische Laufbahn begann Peter Koch als Volontär bei der Frankfurter Rundschau. Später war er Korrespondent für die Süddeutsche Zeitung, den Spiegel und den Stern in Bonn. Anschließend wurde er Ressortleiter für Politik beim Stern und leitete in den Jahren 1977/78 das Ressort Sonderthemen der Illustrierten. Nach diversen Buchveröffentlichungen zu politischen Themen wurde Koch 1981 zusammen mit Felix Schmidt und Rolf Gillhausen von Stern-Herausgeber Henri Nannen zum Chefredakteur berufen.

### Gefälschte Hitler-Tagebücher
Koch lehnte mehrere Artikelvorschläge des Stern-Redakteurs Gerd Heidemann, des späteren Beschaffers der gefälschten Hitler-Tagebücher, zu Themen über die Zeit des Nationalsozialismus ab. Noch während seiner Zeit als Ressortleiter forderte er Heidemann nachweislich in Redaktionskonferenzen drastisch auf, „die Hände von der Nazi-Scheiße“ zu lassen. Schließlich kündigte Heidemann wegen dieser Meinungsverschiedenheiten seinen Anstellungsvertrag, der jedoch nach der Kündigung noch zwölf Monate lief.
Nachdem er auf die angeblichen Tagebücher gestoßen war, überging Heidemann die Chefredaktion um Peter Koch und wandte sich direkt an den Vorstand des Gruner und Jahr Verlages, was ein massiver Verstoß gegen redaktionelle Gepflogenheiten war. Monatelang wusste die Chefredaktion nichts vom Ankauf der Tagebücher, für die bereits mehrere Millionen DM ausgegeben worden waren. Als Peter Koch dies erfuhr, drohte er mit seinem Rücktritt, setzte diesen aber nicht um.
Schließlich übernahm auch Koch die Ansicht, dass die Tagebücher echt seien und einen sensationellen Fund darstellten, obwohl seitens des Stern keine wissenschaftlich tragfähige Prüfung des Materials erfolgt war. Der Stern begann am 28. April 1983 mit der Veröffentlichung der Tagebücher und versuchte, diese weltweit zu vermarkten. Koch selbst prägte im Editorial der neuen Stern-Serie mit dem Titel „Hitlers Tagebücher entdeckt“ den später hämisch zitierten Ausspruch:

„Die Geschichte des Dritten Reiches muss teilweise umgeschrieben werden.“

Auch nach diversen Zweifeln an der Echtheit der Tagebücher verteidigte Koch die Veröffentlichung und griff Wissenschaftler in einem Kommentar als „Archiv-Ayatollahs“ an.
Nach Veröffentlichung von Teilen der Tagebücher in zwei Ausgaben des Stern – eine dritte war bereits produziert – flog der Schwindel durch ein eindeutiges Gutachten des Bundeskriminalamtes auf, welches in den Tagebüchern Materialien, insbesondere sogenannte Weißmacher nachwies, die erst nach dem Tod Adolf Hitlers erfunden wurden. Der Skandal um die gefälschten Tagebücher war einer der größten Presseskandale in der Bundesrepublik Deutschland.
Koch übernahm Verantwortung für sein unkritisches Handeln und trat, wie auch der Co-Chefredakteur Felix Schmidt, von seinen Posten zurück, erhielt jedoch eine Abfindung in Höhe von drei Millionen DM. In den Gerichtsverfahren, die mit der Verurteilung des Stern-Redakteurs Heidemann und des Fälschers Konrad Kujau endeten, trat Koch als wichtiger Zeuge auf.

### Springer-Verlag
Nach dem Skandal schrieb Koch zunächst Biografien über Willy Brandt und Konrad Adenauer und wurde dann Mitarbeiter des Axel-Springer-Verlages, wo er maßgeblich an der Entwicklung der Zeitschriften Auto Bild und Ja beteiligt war. Während die Auto Bild zeitweise sehr erfolgreich war, sorgte die schnell wieder eingestellte Zeitschrift Ja für Millionenverluste. 1989 verstarb Koch an einer Krebserkrankung.